# Madagaskarklätterhök
Madagaskarklätterhök (Polyboroides radiatus) är en fågel i familjen hökar inom ordningen hökfåglar.

## Utseende och läte
Madagaskarklätterhöken är en stor och grå rovfågel med svarta vingar. Även stjärten är svart, med ett vitt band tvärs över. I ansiktet syns bar hud som normalt är gulfärgat men som under häckningstid kan lysa rött. Ungfågeln är brun med ljust huvud och ljusa kanter på vingarna. Lätet består av en lång och ljus vissling som ofta avges i flykten.
Fågeln är mycket lik systerarten afrikansk klätterhök, men skiljer sig genom ljusare grått på huvud och ovansida, tunnare och något ljusare tvärbandning undertill samt helsvarta vingpennor.

## Utbredning och systematik
Fågeln förekommer enbart på Madagaskar. Den behandlas som monotypisk, det vill säga att den inte delas in i några underarter.
Tidigare fördes klätterhökarna samman med andra ytligt lika arter som kärrhökar och tranvråk. DNA-studier visar att dessa inte alls är varandras närmaste släktingar. Istället står klätterhökarna nära palmgam, smutsgam och lammgam.

## Levnadssätt
Klätterhökar är specialiserade rovfåglar som lever av fågelägg och fågelungar. De har dubbelledade knän som hjälper dem att komma åt i bohål och andra trånga utrymmen. Fåglarna ses ofta klumpigt klättra omkring på klippor och träd underfödosöket, därav namnet. Mdagaskarklätterhöken hittas i olika typer av miljöer, som skog, buskmarker och savann. Den ses dock inte i rena gräsmarker och i höga bergstrakter. Fågeln kretsar ofta. 

## Status
Madagaskarklätterhöken är en fåtalig fågel, med en världspopulation som uppskattas till endast 1 00–10 000 individer. Beståndet tros dock vara stabilt. IUCN kategoriserar arten som livskraftig.